# Jesenovo
Jesenovo – wieś w Słowenii, w gminie Zagorje ob Savi. W 2018 roku liczyła 278 mieszkańców.